# Neoanathamna
Neoanathamna là một chi bướm đêm thuộc phân họ Olethreutinae trong họ Tortricidae.

## Các loài
- Neoanathamna cerinus Kawabe, 1978
- Neoanathamna negligens Kawabe, 1978
- Neoanathamna nipponica (Kawabe, 1976)
- Neoanathamna pallens Kawabe, 1980